# Halecium exiguum
Halecium exiguum är en nässeldjursart som beskrevs av John Fraser 1938. Halecium exiguum ingår i släktet Halecium och familjen Haleciidae. Inga underarter finns listade i Catalogue of Life.